# 길원옥
길원옥(1928년 11월 30일~2025년 2월 16일)은 대한민국의 인권 운동가로 일본군 위안부 피해자이다.

## 출연 작품
- 2003년 KBS 이것이 인생이다
- 2017년 어폴로지